# 샤카기원

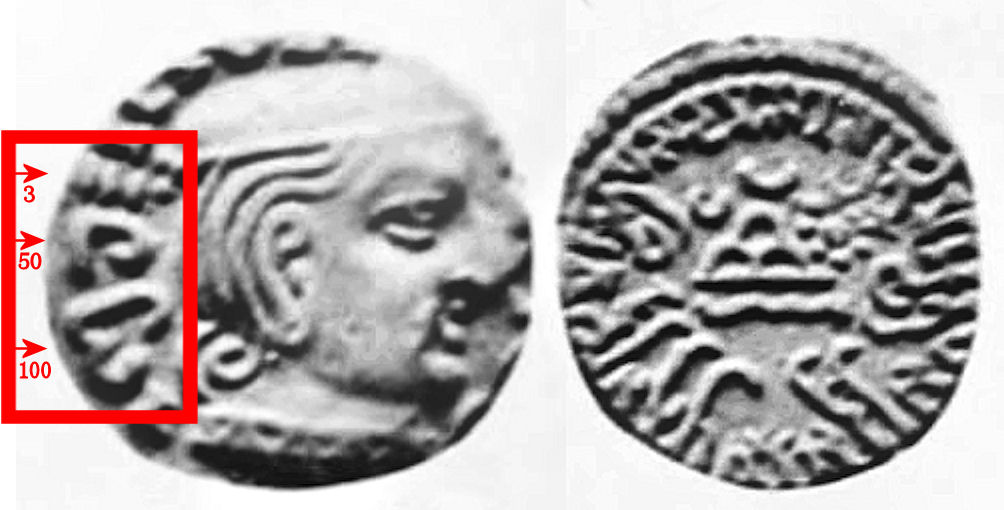
서사트라프의 통치자 다마세나의 동전. 주조 날짜는 샤카기 153년(브라흐미 숫자 100-50-3 브라흐미 숫자)이며, 따라서 서기 231년으로 왕의 머리 뒤에 명확하게 나타나 있다.

샤카기원(IAST: Śaka, Śāka)은 기원 (서기 0년)이 서기 78년에 해당하는 역사적인 힌두 기년법이다. 샤카기원은 경과년, 즉 완료된 연도를 사용하며, 연도가 완전히 경과해야만 계산에 포함된다. 이는 사람이 한 살이 되려면 첫 해가 완료되어야 하는 서양식 나이 계산법과 유사하다. 연대의 계산되지 않은 첫 해는 0년으로 번호가 매겨진다.
이 연대는 인도 아대륙의 여러 지역과 동남아시아에서 널리 사용되어 왔다. 인도 정부에 따르면, 이 연대는 샬리바하나기 (IAST: Śālivāhana)로 불린다.

## 역사

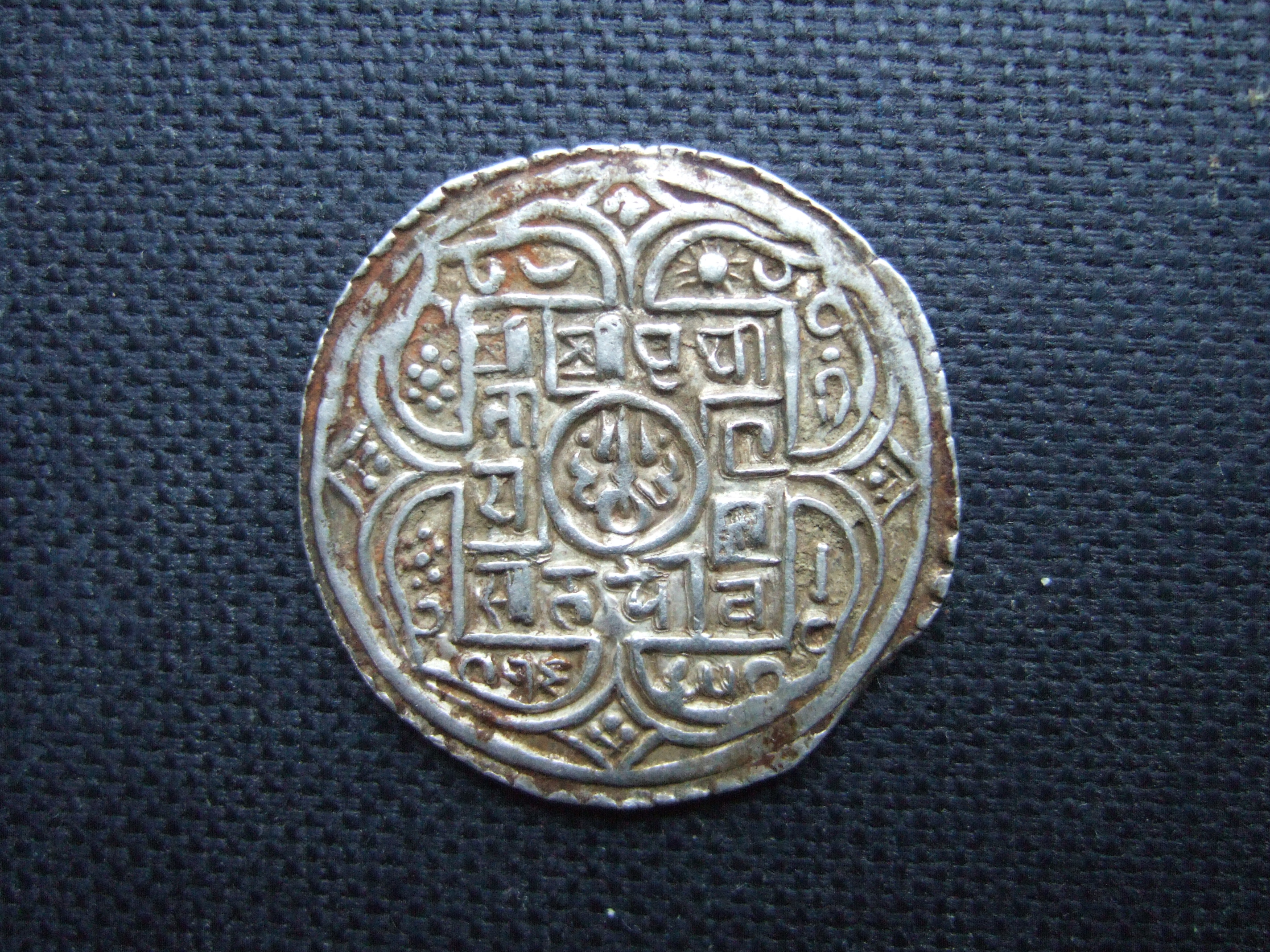
고르카 왕 프리트비 나라얀 샤의 모하르, 샤카기 1685년(서기 1763년)

샤카 기년법의 기원은 매우 논란이 많다. 학계에서 사용되는 샤카기원 시스템은 두 가지인데, 하나는 구 샤카기로, 그 기원은 불확실하며 고대 불교 및 자이나교 비문과 텍스트에서 사용되었기 때문에 아마도 기원전 1천년경일 것으로 추정되지만, 이는 학자들 사이에서 논쟁의 대상이다. 다른 하나는 서기 78년의 샤카 기년법, 또는 단순히 샤카기원으로 불리며, 남인도의 금석문 증거에서 흔히 볼 수 있는 시스템이다. 북인도의 유사한 시스템으로는 비크라마디티야와 연관된 비크람력이 사용하는 비크람기가 있다.
샤카 연대의 시작은 현재 인도-스키타이의 왕 차슈타나가 서기 78년에 즉위한 것과 널리 동일시된다. 그의 비문은 쿠치 지역의 안다우에서 11년과 52년으로 날짜가 기재되어 발견되었다. 이 연도는 샤카기 11년(서기 89년)과 52년(서기 130년)으로 해석된다. 이전에는 샤카 연대의 시작이 서기 78년의 카니슈카 1세의 즉위와 일치한다는 견해가 더 일반적이었다. 그러나 헨리 팔크의 최신 연구에 따르면 카니슈카는 서기 127년에 즉위했다. 더욱이 카니슈카는 샤카가 아니라 쿠샨 통치자였다. 다른 역사적 후보자로는 비마 카드피세스, 보노네스 2세, 나하파나와 같은 통치자들이 포함된다.
역사가 디네쉬찬드라 시르카르에 따르면, "샬리바하나기"라는 역사적으로 부정확한 개념은 사타바하나 통치자 가우타미푸트라 사타카르니가 일부 샤카(서크샤트라파) 왕들에게 승리한 것에 기반을 둔 것으로 보인다. 시르카르는 또한 북인도의 왕 비크라마디티야와 비크람 삼밧의 연관성이 남인도 학자들로 하여금 유사한 전설을 날조하게 만들었을 수도 있다고 제안했다. 또 다른 유사한 기록은 전설적인 황제 비크라마디티야의 손자인 샬리바하나가 서기 78년에 샤카족을 물리쳤고, 샤카기원은 이 정복의 날을 기념한다는 주장이다. 이 전설은 브라마굽타 (7세기), 비루니 (973-1048), 그리고 다른 사람들의 저술에 언급되어 있다. 그러나 이는 명백한 날조이다. 시간이 지남에 따라 "샤카"라는 단어는 일반적인 용어가 되어 "연대"를 의미하게 되었고, 이 연대는 "샬리바하나 샤카"로 알려지게 되었다.

## 사용
이 연대를 가장 초기에 사용한 것으로 알려진 사람들은 우자인의 샤카(인도-스키타이) 통치자들인 서사트라프이다. 루드라심하 1세 (178-197)의 통치부터 그들은 동전 주조 날짜를 샤카기원으로 기록했는데, 보통 브라흐미 문자로 왕의 머리 뒤의 앞면에 기재했다.
이 기년법의 사용은 굽타 시대까지 이어졌고 인도 아대륙에서 불교가 쇠퇴한 후 힌두교 전통의 일부가 되었다. 6세기에서 7세기경에 바라하미히라와 브라마굽타의 저술에서 널리 사용되었으며, 7세기에는 힌두 동남아시아의 금석문에서도 나타난다.
이 기년법은 중세 시대 내내 인도와 동남아시아에서 계속 사용되었으며, 전통적인 힌두 시간 기록에서 주요 대안 기년법은 비크람 삼바트 기년법(기원전 56년)였다. 1633년까지 자와 궁정에서 사용되었는데, 이때 자와-이슬람 혼합 시스템인 자와기원으로 대체되었다. 이 연대는 발리 샤카력에서 계속 사용된다. 1957년에는 인도 국정력("샤카력"으로도 알려짐)의 연대로 채택되었다.
샤카기원은 서기 78년의 춘분이다. 공식 샤카력의 해는 매년 3월 22일의 그레고리력 날짜와 연결되지만, 그레고리 윤년에는 3월 21일에 시작된다. 태음태양 샤리바하나 샤카력은 남인도와 서인도에서 씨뿌리기 및 농업과 같은 많은 종교적 및 일부 세속적 목적으로 계속 널리 사용된다.

## 같이 보기
- 비크람 삼바트
- 인도 국정력
- 그레고리력